# Terrain de baseball de Kouvola
Le terrain de baseball de Kouvola (en finnois : Kouvolan pesäpallostadion) ou KSS Energia Areena est un stade de baseball situé dans le parc des sports de Kouvola en Finlande.

## Présentation
Le stade de baseball de Kouvola est situé en plein centre-ville dans le parc des sports de Kouvola, à côté de la patinoire et du terrain d'athlétisme. 
L'arène, qui a servi de stade de baseball pendant une longue période, a bénéficié d'une rénovation complète par étapes au XXIe siècle. 
La surface en gazon artificiel est actuellement l'une des plus résistantes du monde du baseball.
Le nom KSS Energia Areena vient de la société KSS Energia, qui a signé un contrat de cinq ans avec les Kouvolan Pallonlyöjät dès le début de la saison 2008.
Le record d'audience du stade est de 5648 spectateurs et il a été atteint lors du troisième match de finale du Superpesis masculin Kouvola-Vimpeli le 11 septembre 2010.
Le club Kouvolan Pallonlyöjät (fi) jouant en Miesten Superpesis (fi) y réside.
La série Itä-Länsi-Otellu a été jouée sur le terrain en 1969, 1976, 2007, 2011 et 2016.